# Chevrolet (automerk)

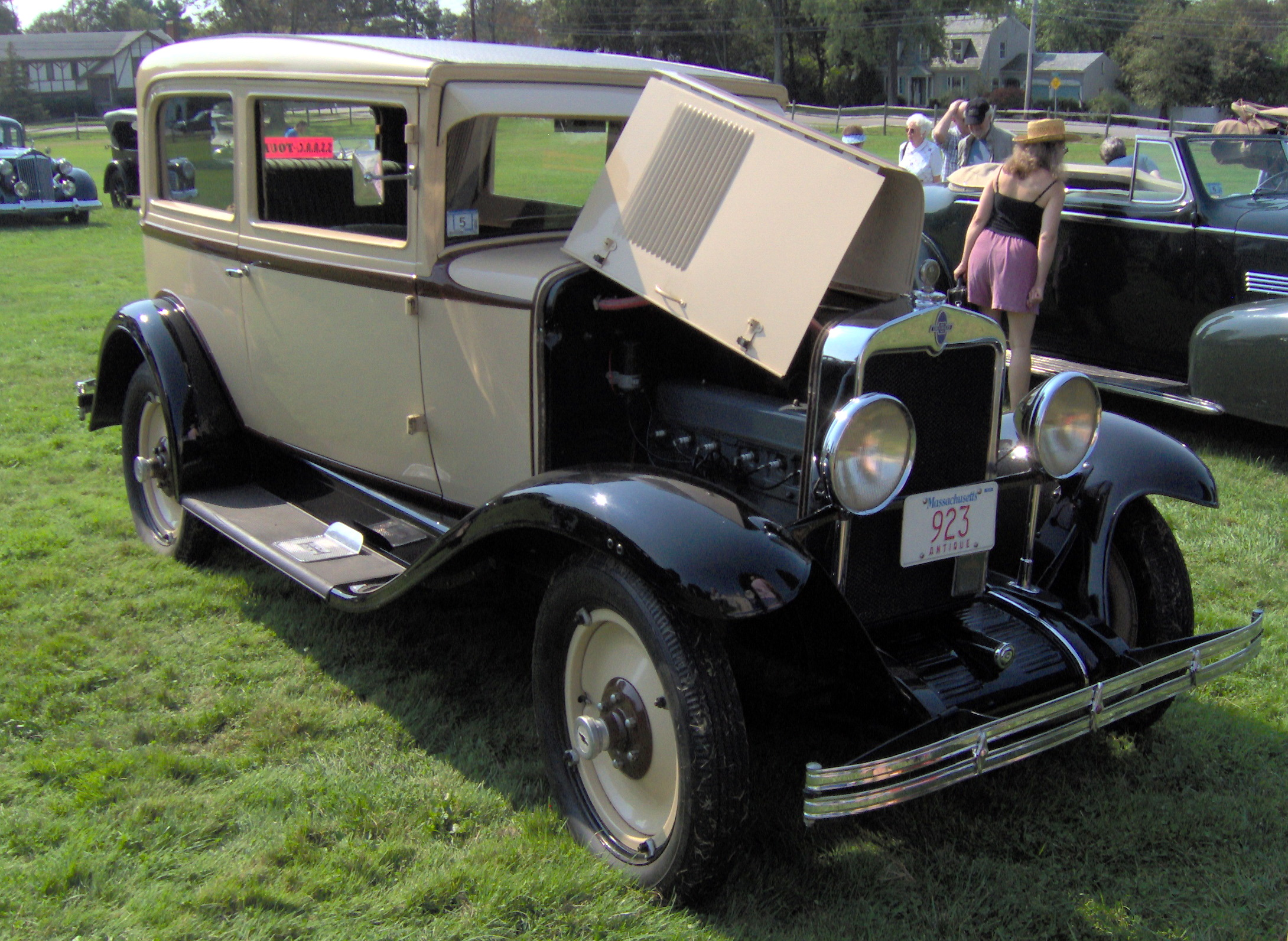
Chevrolet uit 1929.

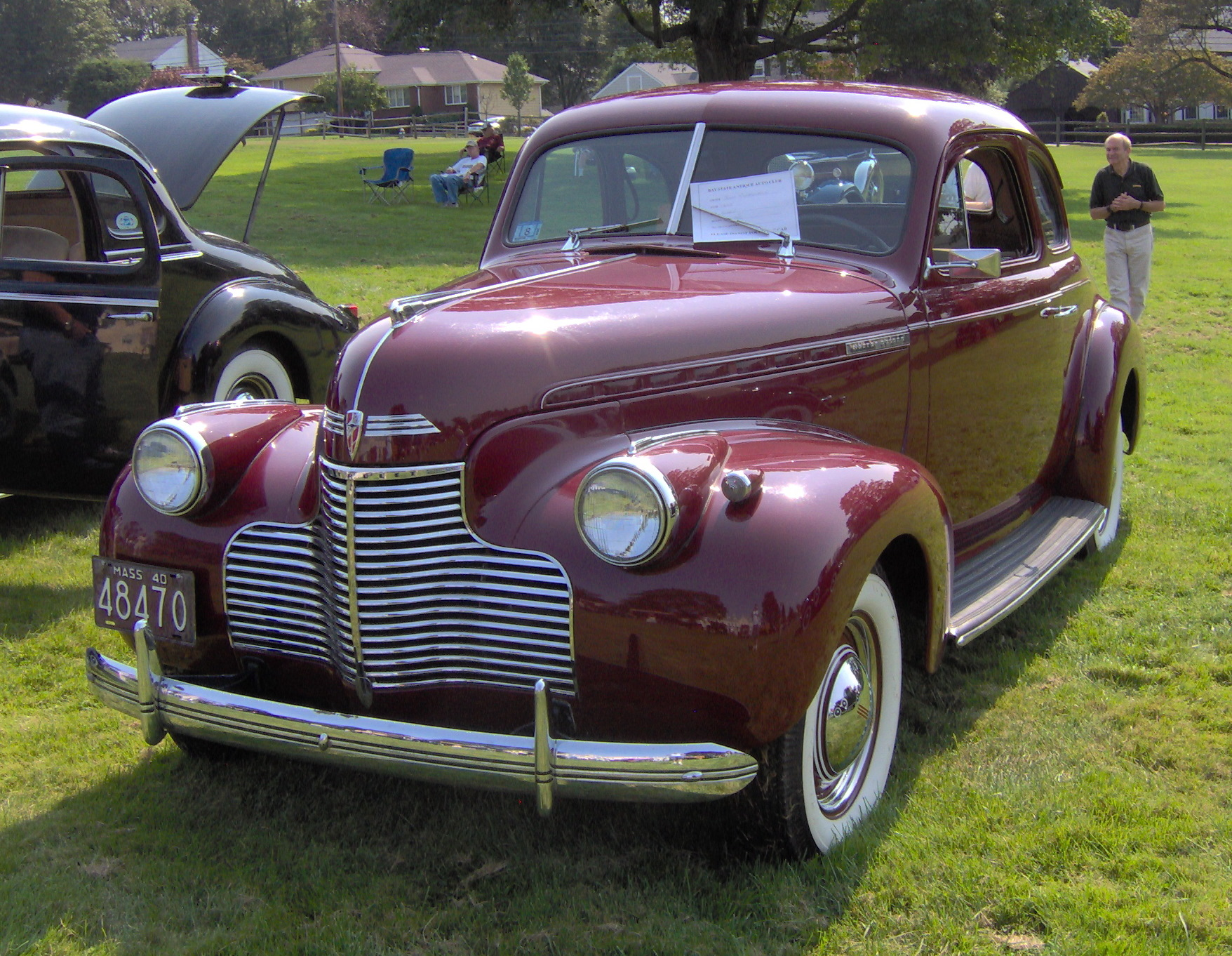
Chevrolet KB Master 85 uit 1940.

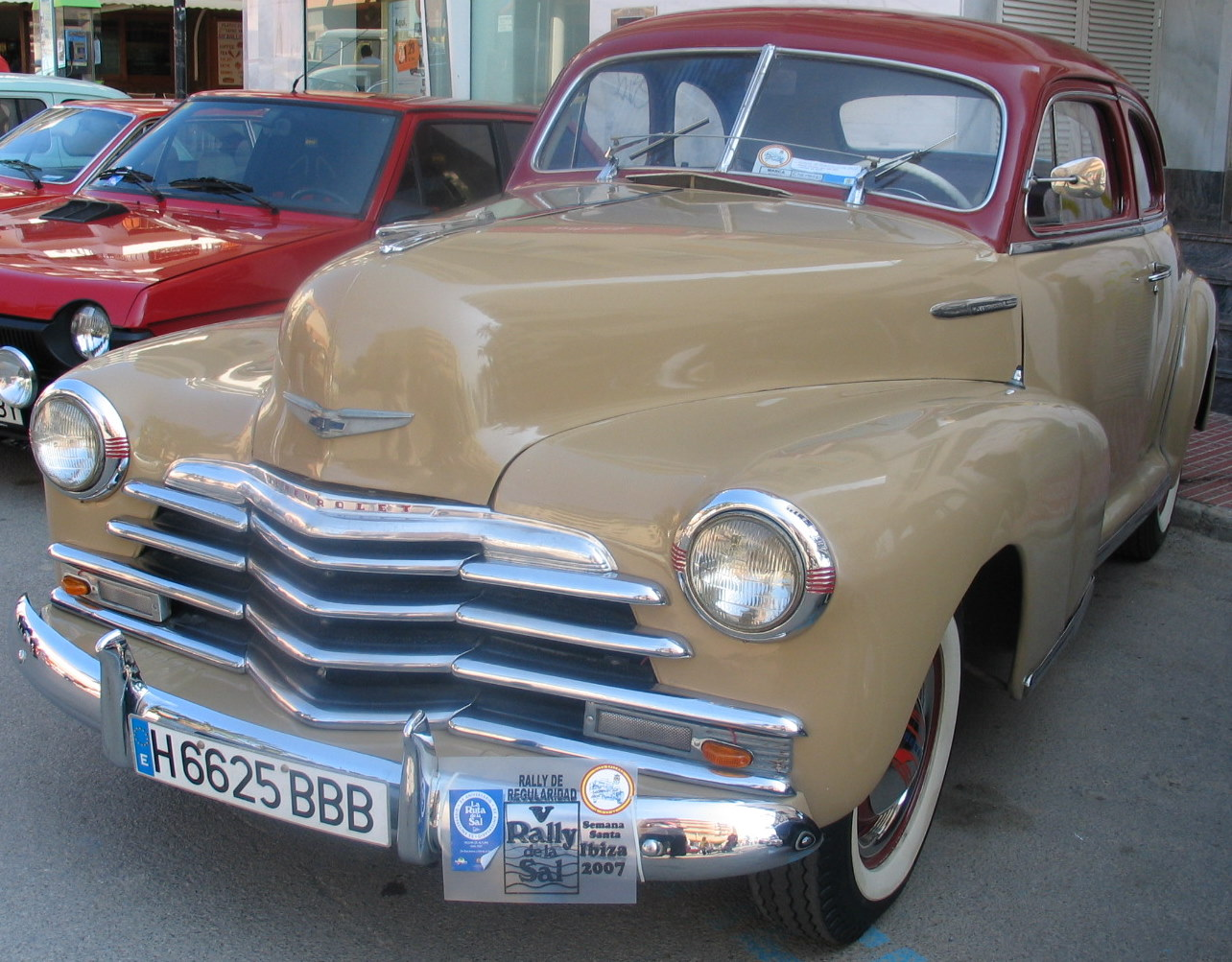
Chevrolet Fleetline

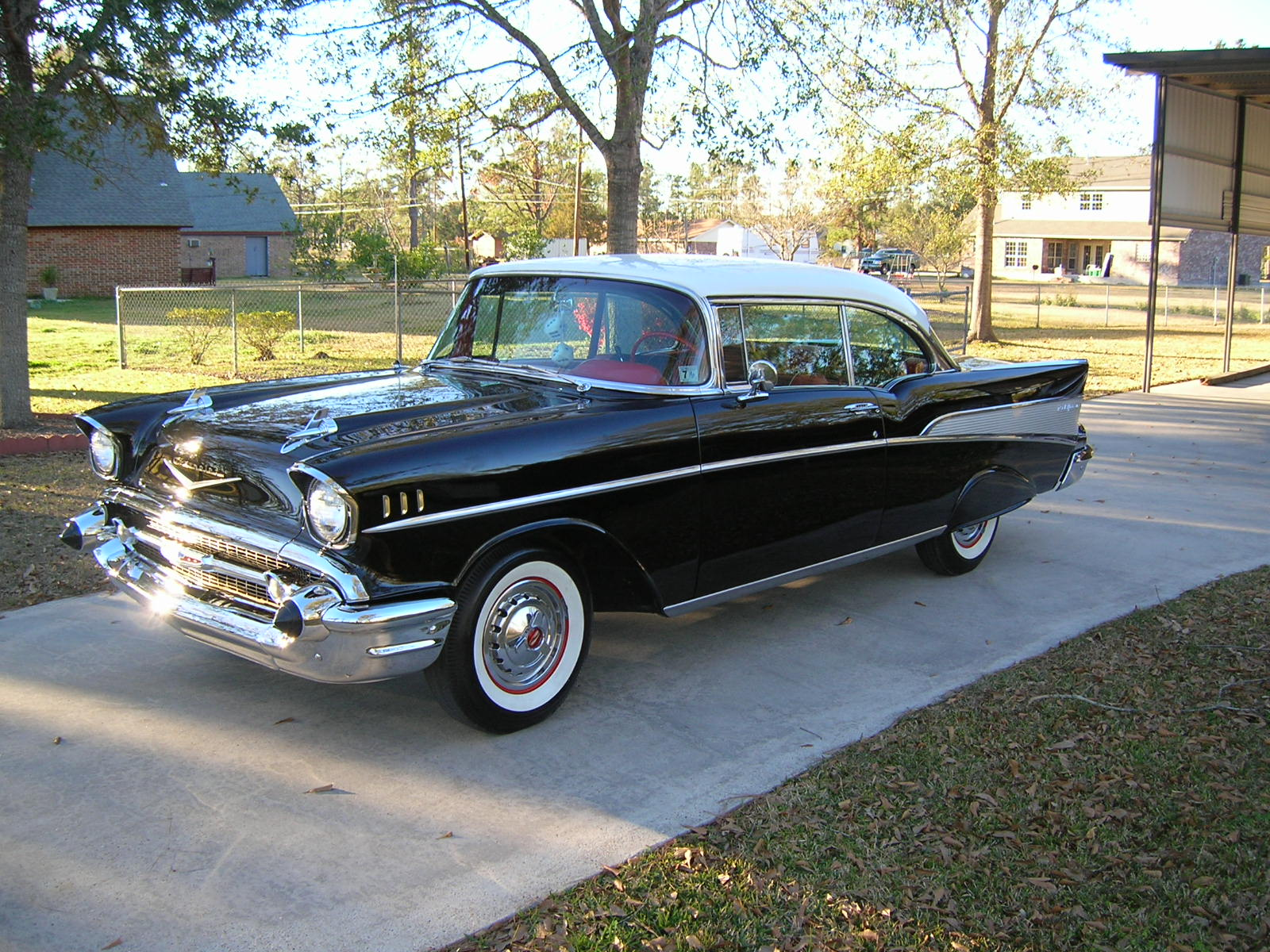
Chevrolet Bel Air uit 1957.

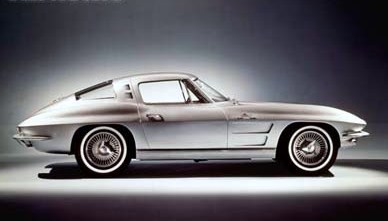
Corvette Sting Ray coupe uit 1963

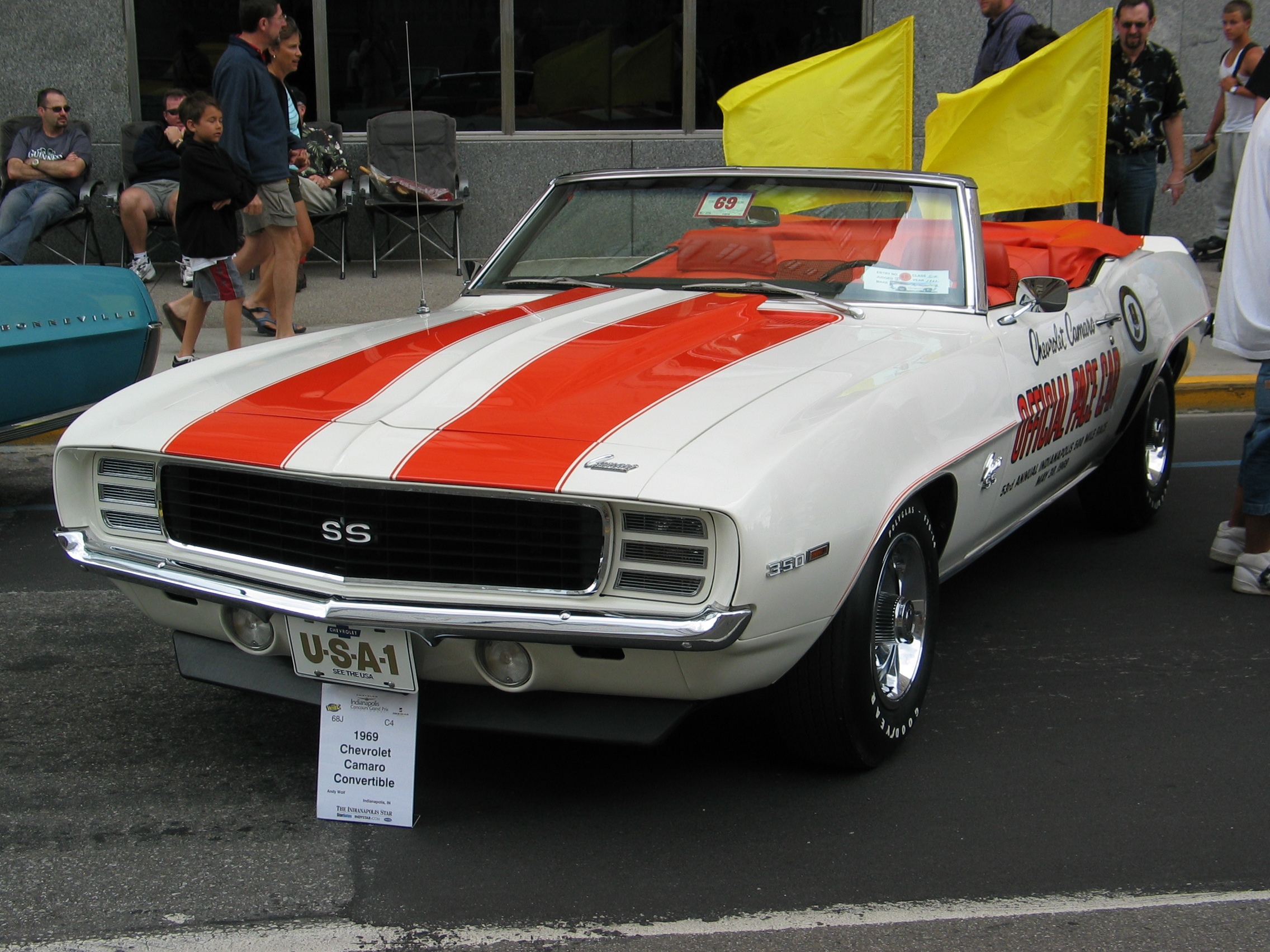
Chevrolet Camaro SS uit 1969.

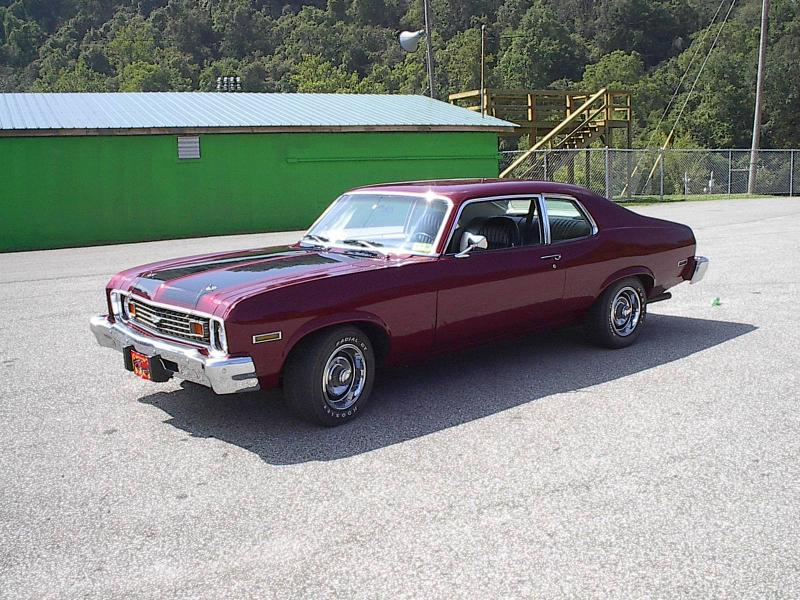
Chevrolet Nova uit 1974.

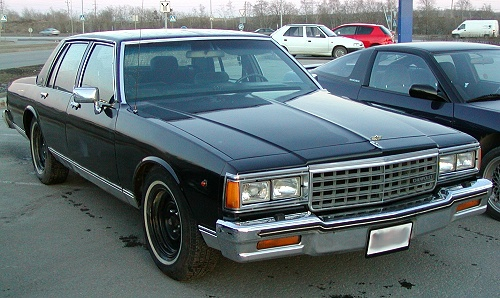
Chevrolet Caprice uit 1985.

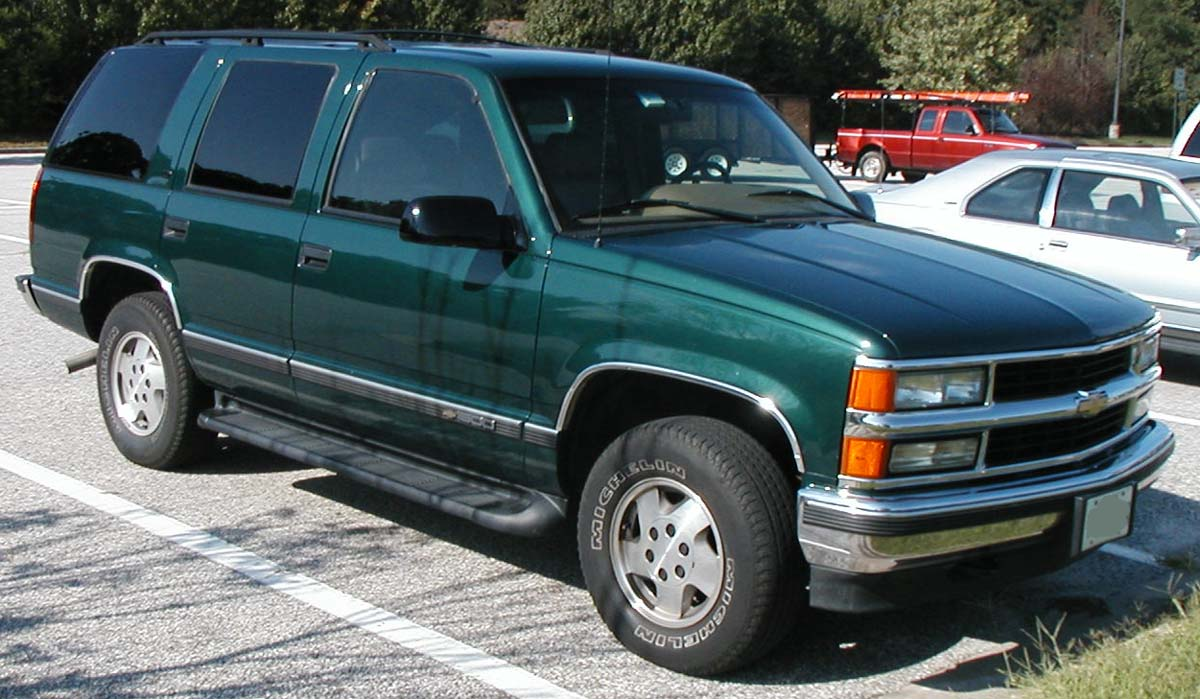
Chevrolet Tahoe uit 1995.

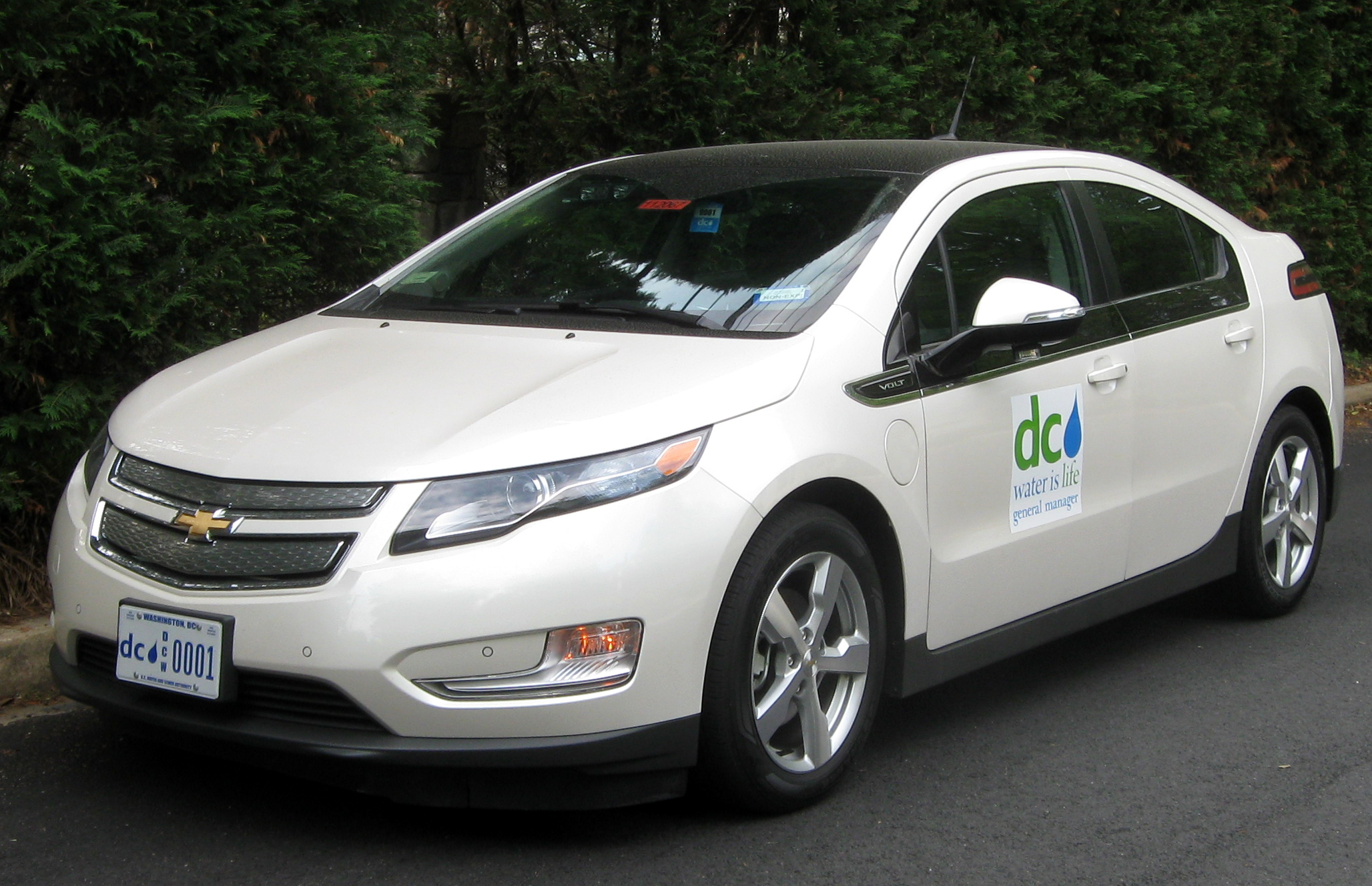
Chevrolet Volt uit 2011.

Chevrolet, ook wel Chevy genoemd, is een Amerikaans automerk dat in 1911 werd opgericht in de Verenigde Staten. Het is eigendom van General Motors en is het meest verkochte merk van dat concern.

## Geschiedenis

### Oprichting
In 1908 had William Durant het autoconcern General Motors opgericht. In 1910 verloor Durant de controle daarvan aan zijn schuldeisers. Met behulp van de ontwerpen van Louis Chevrolet, een bekende racewagenpiloot van Zwitserse origine, wilde hij zijn reputatie in de automobielindustrie opnieuw vestigen.
Op 3 november 1911 richtten Louis Chevrolet, William Little en Edwin Cambell, William Durants schoonzoon, de Chevrolet Motor Company op. Het hoofdkantoor werd gevestigd in Detroit, Michigan. In 1912 lanceerde het merk de Classic Six, een sedan met 4,9 l-6-cilindermotor die 104 km/u haalde. Het kenmerkende vlinderdas-logo werd in 1913 ingevoerd. Naar verluidt was het logo gebaseerd op het patroon op een behangpapier dat Durant had gezien in een Frans hotel.

### General Motors
Op 13 september 1915 richtte William Durant de Chevrolet Motor Corporation op als een holding boven Chevrolet en de andere autobedrijven die Durant had opgericht sinds zijn vertrek bij General Motors. Tegen 1916 was Chevrolet zo winstgevend geworden dat Durant meerderheidsaandeelhouder van General Motors kon worden. Hij kreeg toen 54,5% van de aandelen van GM in handen. Op die manier werd hij daar opnieuw directeur en werd Chevrolet bij GM ingelijfd als een aparte divisie. In 1918 introduceerde het merk zijn eerste vrachtwagen en in mei dat jaar nam GM Chevrolets activa over.
In 1923 opende GM zijn eerste assemblagefabriek in Europa. Die fabriek, die GM International A/S heette, stond in Kopenhagen, Denemarken en produceerde Chevrolets voor de Noordoost-Europese markt. Het was de eerste keer dat GM voertuigen bouwde buiten Noord-Amerika. Op 7 januari 1924 rolde de eerste Deense Chevrolet, een lichte vrachtwagen, van de band. Nog dat jaar bood het merk voor het eerst optioneel een autoradio aan. In 1927 verkocht Chevrolet meer dan 1 miljoen auto's. Met dat aantal werd ook Ford verslagen. In 1930 werd de 7 miljoenste auto geproduceerd en in 1941 werden 1,6 miljoen auto's en vrachtwagens gebouwd. Vanaf 1942 stond de productie gedurende 4 jaar stil. De fabrieken werden tijdens die periode ingeschakeld voor de oorlogsproductie van de Tweede Wereldoorlog.

### Na de Tweede Wereldoorlog
In 1950 introduceerde Chevrolet de Powerglide versnellingsbak, de eerste volautomatische overbrenging in de goedkopere autoklassen. 1953 was het jaar van de introductie van de Corvette. Deze sportwagen met polyester koetswerk was de eerste Amerikaanse sportauto die met een grote oplage werd gebouwd. Een jaar later verscheen de bekende small block V8-motor voor het eerst. In 1958 werd de Chevrolet El Camino gelanceerd. Deze combineert het comfort van een grote sedan met het gemak van een pick-up. Voor 1962 introduceerde het merk met de Chevy II of Nova een lijn van kleinere auto's.
In 1975 werd de Chevrolet Chevette geïntroduceerd. Het ontwerp van deze compacte wagen kwam oorspronkelijk van Opel. Het jaar daarop werden de modellen van alle merken van GM verkleind; een gevolg van de oliecrisis en het volgende toenemende succes van kleine buitenlandse, vooral Japanse, auto's. In 1979 worden compacte voorwielaangedreven auto's gelanceerd voor verschillende GM-merken, waaronder Chevrolet met de Citation. In 1983 gaat GM een joint venture aan met Toyota. Het ontstane New United Motor Manufacturing (NUMM) produceerde een kleine Chevrolet in een GM-fabriek in Californië. In 1993 gaan diezelfde partners een overeenkomst aan waarbij GM rechtshandige Chevrolet Cavaliers zal bouwen en verkopen aan Toyota die ze in Japan zal verkopen.

### Recent
In 2003 kondigde GM aan dat een aantal van zijn pick-ups, waaronder de Chevrolet TrailBlazer EXT, vanaf modeljaar 2005 te verkrijgen zullen zijn met General Motors' Displacement on Demand (nu Active Fuel Management)-technologie. Hiermee zou het brandstofverbruik met 8% dalen door in lichtere omstandigheden een aantal cilinders uit te schakelen. In 2004 bracht GM met de Chevrolet Silverado zijn eerste hybride pick-up op de markt. Deze is 12% zuiniger dan vergelijkbare niet-hybrides.
In Europa wordt sinds 2004 Daewoo-modellen als Chevrolet verkocht.

## Markten

### Noord-Amerika
Chevrolet is het best verkopende merk van General Motors en in 2005 ook het meest verkochte merk op de Noord-Amerikaanse markt. Het was de eerste keer dat Ford overtroffen werd sinds 1986. Ford zelf trekt dit echter in twijfel. Chevrolet verkoopt 19 modellen van de compacte klasse tot SUV's. Het best verkochte model is de Chevrolet Impala. Dat model is tevens de best verkochte Amerikaanse auto in de VS.

### Latijns-Amerika
Ook in Latijns-Amerika is Chevrolet het belangrijkste merk van GM. Veelal ging het hier om verouderde Noord-Amerikaanse of Europese modellen (Opel) die hier een tweede levensloop kregen. Thans zijn er ook meer moderne modellen op de markt nu de concurrentie is toegenomen.

### Europa
Chevrolet Europe heeft zijn hoofdkantoor in Zürich, Zwitserland en verkoopt Daewoo-modellen onder het Chevrolet-embleem. Tot 2005 werden enkele aangepaste Amerikaanse modellen verkocht in Europa. In de rest van de wereld, Vietnam, Zuid-Korea en bepaalde modellen in sommige landen uitgezonderd, worden Daewoos al sinds 2003 als Chevrolet verkocht. Ook in 2005 werd de Chevrolet Corvette een apart merk. Daarnaast was in 2007 de Chevrolet Captiva de eerste Chevrolet, die exclusief voor de Europese markt was voorbestemd.
In het verleden heeft GM op 3 andere locaties Amerikaanse modellen gebouwd, namelijk in:
Kopenhagen (Denemarken) van 1924 tot en met 1951, Antwerpen (België) van 1925 tot en met 1968, Stockholm (Zweden) van 1928 tot en met 1955, Berlijn (Duitsland) van 1927 tot en met 1931.
In december 2013 kondigde GM aan te stoppen met de verkoop van het automerk Chevrolet in Europa per eind 2015. GM wou zich destijds op de Europese markt gaan toeleggen op auto's van de in 2017 verkochte Duitse dochter Opel en het Britse zustermerk Vauxhall. De verkopen van Chevrolet in Europa daalden met 17% in de eerste 10 maanden van 2013 en dit resulteerde in een bescheiden marktaandeel van 1,2%.

### Azië
Ook in Azië worden Daewoos verkocht als Chevrolet. Tot 2003 werden in India Opels verkocht. Daarna ging men ook daar over tot Daewoos met een Chevrolet-logo en Subaru.

### Zuid-Afrika
Sinds 1964 werden in Zuid-Afrika Vauxhall- en Holden-modellen verkocht onder Chevrolet-vlag. Die werden met de tijd vervangen door de modellen van Opel en in 1982 liet men ook de naam Chevrolet vallen ten voordele van Opel. Later trok General Motors zich terug uit Zuid-Afrika waarna een lokale overnemer zich vooral op Opel, Isuzu en Suzuki toespitste. In de jaren 90 kwam GM terug en kocht alles op. In 2001 werd de naam Chevrolet geherintroduceerd met Daewoo modellen.

## Verkoopcijfers
De volgende verkoopcijfers werden gevonden voor de Noord-Amerikaanse markt. De cijfers zijn telkens ongeveer de helft van General Motors' totale verkopen in Noord-Amerika.
Vanaf 2006:
- 2006: 2.396.594
- 2007: 2.265.641

## Productiecijfers
Volgende zijn de productiecijfers van Chevrolet. Het betreft de cijfers voor de Verenigde Staten van 1916 tot 1990.